# Limnochares aquatica
Limnochares aquatica är en kvalsterart som först beskrevs av Carl von Linné 1758.  Limnochares aquatica ingår i släktet Limnochares och familjen Limnocharidae. Inga underarter finns listade i Catalogue of Life.